# FAM162B
FAM162B (англ. Family with sequence similarity 162 member B) – білок, який кодується однойменним геном, розташованим у людей на 6-й хромосомі. Довжина поліпептидного ланцюга білка становить 162 амінокислот, а молекулярна маса — 17 685.
| 10         |  | 20         |  | 30         |  | 40         |  | 50         |
| ---------- |  | ---------- |  | ---------- |  | ---------- |  | ---------- |
| MLRAVGSLLR |  | LGRGLTVRCG |  | PGAPLEATRR |  | PAPALPPRGL |  | PCYSSGGAPS |
| NSGPQGHGEI |  | HRVPTQRRPS |  | QFDKKILLWT |  | GRFKSMEEIP |  | PRIPPEMIDT |
| ARNKARVKAC |  | YIMIGLTIIA |  | CFAVIVSAKR |  | AVERHESLTS |  | WNLAKKAKWR |
| EEAALAAQAK |  | AK         |  |            |  |            |  |            |

A: Аланін

C: Цистеїн

D: Аспарагінова кислота

E: Глутамінова кислота

F: Фенілаланін

G: Гліцин

H: Гістидин

I: Ізолейцин

K: Лізин

L: Лейцин

M: Метіонін

N: Аспарагін

P: Пролін

Q: Глутамін

R: Аргінін

S: Серин

T: Треонін

V: Валін

W: Триптофан

Локалізований у мембрані.